# Rossa (chanteuse)
Pour les articles homonymes, voir Rossa.
Sri Rossa Roslaina Handiyani, mieux connue sous le nom de scène Rossa, mais également connue de Teteh Ocha ou Dato 'Sri Rossa Roslaina est une chanteuse indonésienne née le 9 octobre 1978 à Sumedang.
Elle est une artiste populaire en Indonésie et en Malaisie.

## Discographie

### Albums studio
- 1988 : Gadis Ingusan
- 1990 : Untuk Sahabatku
- 1996 : Nada-Nada Cinta
- 1999 : Tegar
- 2000 : Hati Yang Terpilih
- 2002 : Kini
- 2004 : Kembali
- 2006 : Yang Terpilih
- 2009 : Rossa
- 2010 : Harmoni Jalinan Nada & Cerita
- 2011 : The Best of Rossa
- 2013 : Platinum Collection
- 2014 : Love, Life & Music
- 2017 : A New Chapter